# Listă de peninsule
Aceasta este o listă de peninsule de pe diferite continente.
- Alaska
- Peninsula Anatolia
- Peninsula Antarctică
- Peninsula Arabică
- Peninsula Balcanică
- Peninsula Bretagne
- Peninsula California
- Peninsula Coreeană
- Peninsula Cornwall
- Peninsula Crimeea
- Peninsula Florida
- Peninsula Iamal
- Peninsula Iberică
- India
- Peninsula Indochina
- Istria (peninsulă)
- Peninsula Italică
- Iutlanda
- Peninsula Kamceatka
- Peninsula Kanin
- Peninsula Kola
- Peninsula Labrador
- Peninsula Malacca
- Peloponez
- Peninsula Scandinavă
- Peninsula Sinai
- Peninsula Somalia
- Peninsula Yucatan